# Irene Bauer
Irene Bauer, född 20 mars 1945, död 13 juni 2016, var en norsk ämbetsman, politiker och kvinnorättskämpe. 
Hon var ordförande för Norsk Kvinnesaksforening från 1988 till 1990. Hon var politisk rådgivare (politiskt sakkunnig) för Arbeiderpartiets parlamentariska grupp och politisk rådgivare för handels- och industriminister Finn Kristensen 1987–1989. 
Hon arbetade vid Likestillingsombudet (Jämställdhetsombudsmannen) 1981–1983, med internationella förhandlingar i Olje- och energidepartementet 1983–1988 och var byråchef och direktör i Miljödepartementet från 1989. Hon ledde sektionen för miljösamarbete med industriländer och de senaste åren arbetade hon med polära frågor och nordiskt samarbete.